# Лагуна Сека
Уизертек Рэйсуэй Лагуна Сека (англ. WeatherTech Raceway Laguna Seca) — кольцевая гоночная трасса, расположенная рядом с городом Монтерей в штате Калифорния, США. Используется для проведения авто- и мотогонок, принимает этапы многих международных и национальных американских чемпионатов. Имеет множество подъёмов и спусков с общим перепадом высот 91 метр.

## История
Трасса была построена в 1957 году после того, как расположенное поблизости гоночное кольцо в Пэббл-Бич было признано слишком опасным для проведения автогонок. Для нового автодрома было выбрано место между городами Монтерей и Салинас, рядом с ранчо Лагуна Сека (название в переводе с испанского означает «сухая лагуна»), которое и дало название трассе.
Первая гонка была проведена 9 ноября 1957 года, её победителем стал Пит Лавли, выступавший на автомобиле «Ferrari». В последующие годы трасса принимала этапы чемпионатов USRRC, Кан-Ам, Транс-Ам, Формулы-5000, IMSA, CART и многих других. С 1999 года на ней проводится этап серии ALMS, с 2005 года возобновлены гонки чемпионата MotoGP (ранее, в 1988—1994 годах, здесь уже проводился этап чемпионата мира по шоссейно-кольцевым мотогонкам).
В 1988 году трасса Лагуна Сека рассматривалась как один из кандидатов на проведение Гран-при США Формулы-1. В итоге было признано, что габариты трассы не удовлетворяют требованиям к проведению этапов чемпионата мира Формулы-1, и Гран-при США отправился на городскую трассу в Финиксе.
Ежегодно в апреле, начиная с 1991 года, на трассе и в её окрестностях проводится велофестиваль Sea Otter Classic.

## Связка поворотов «Штопор»

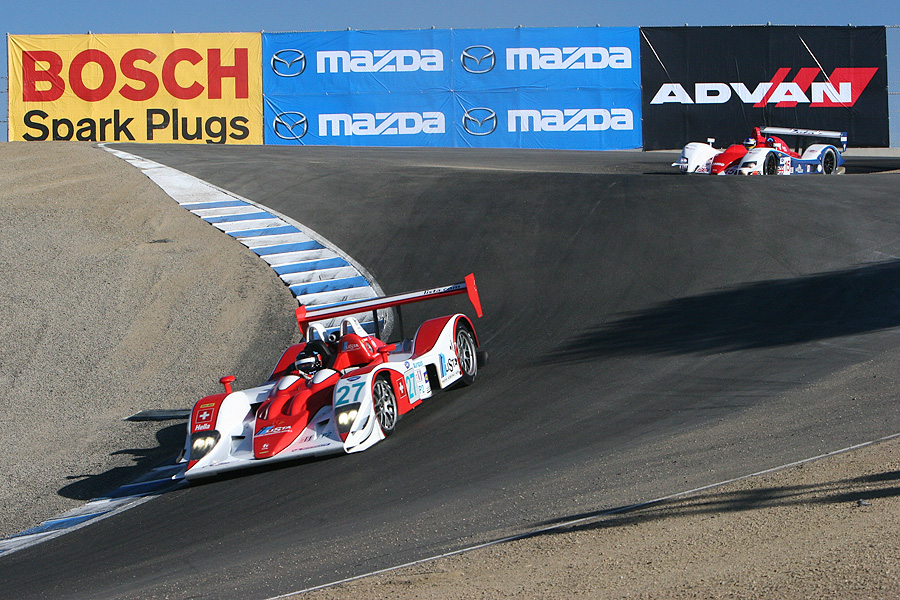
Вид снизу на связку «Штопор»

Связка поворотов «Штопор» (англ. Corkscrew) считается одной из самых известных на гоночных трассах в мире, сравнима по популярности с Eau Rouge на трассе Спа-Франкоршам в Бельгии и Grand Hotel на городской трассе в Монако. Отличается крайней сложностью, поскольку повороты 8 и 8a в момент торможения не видно. После разгонной прямой в гору поворот № 8 резко уходит налево и вниз, после чего практически сразу идёт правый поворот № 8a.

## В массовой культуре
- На копии этой трассы проводятся автогонки в компьютерной игре Mafia[2].
- Любители серии игр Gran Turismo (части 2 — 7) имели возможность давно изучить рельеф и особенности данной трассы.
- В компьютерных играх: NFS Shift, Shift 2: Unleashed, серии Forza Motorsport, ToCA Race Driver 3, Sito Pons 500cc Grand Prix, The Crew 2.
- В симуляторах iRacing (лазерное сканирование трека)[3], Race On[4], Real Racing 3[5], Assetto Corsa[6], Raceroom, Project Cars 2, rFactor 2, Automobilista 2.
- В компьютерной игре Star Wars Episode I Racer трасса Dug Derby повторяет схему данной трассы (хотя карта высот не сохранена)